# Ophioglossum pusillum
Ophioglossum pusillum là một loài dương xỉ trong họ Ophioglossaceae. Loài này được Raf. mô tả khoa học đầu tiên năm 1814.

## Hình ảnh

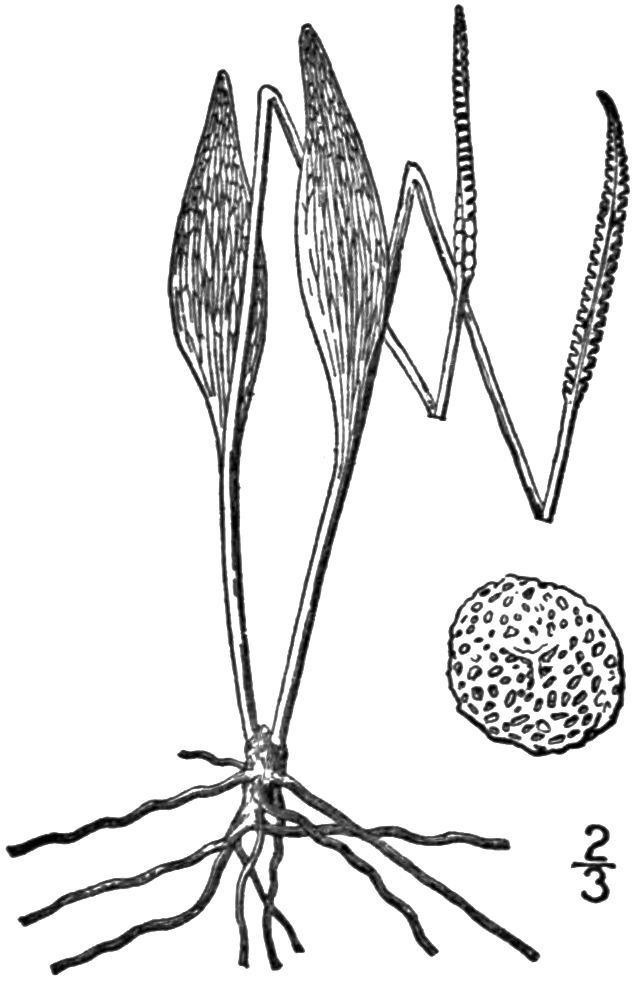
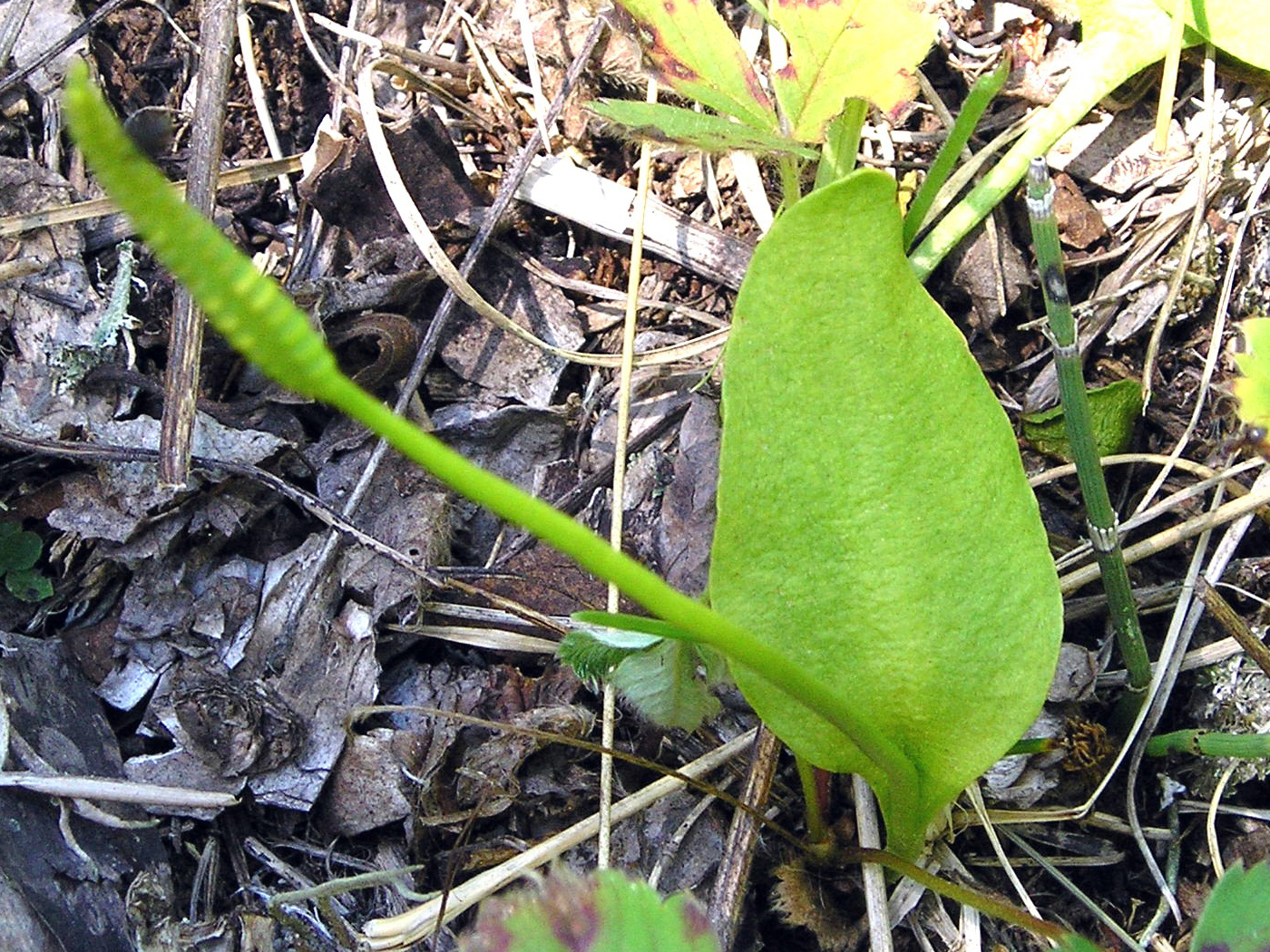
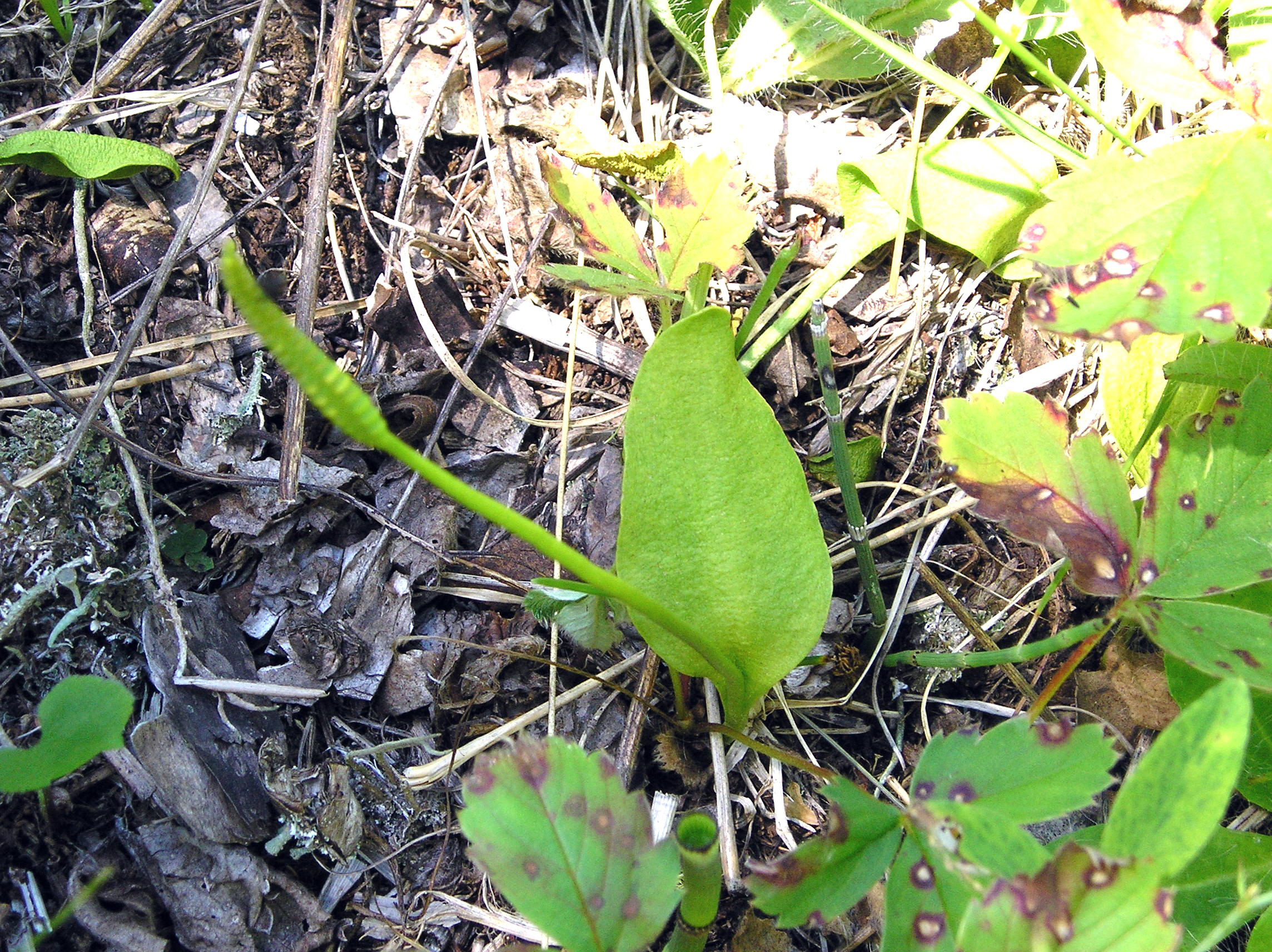
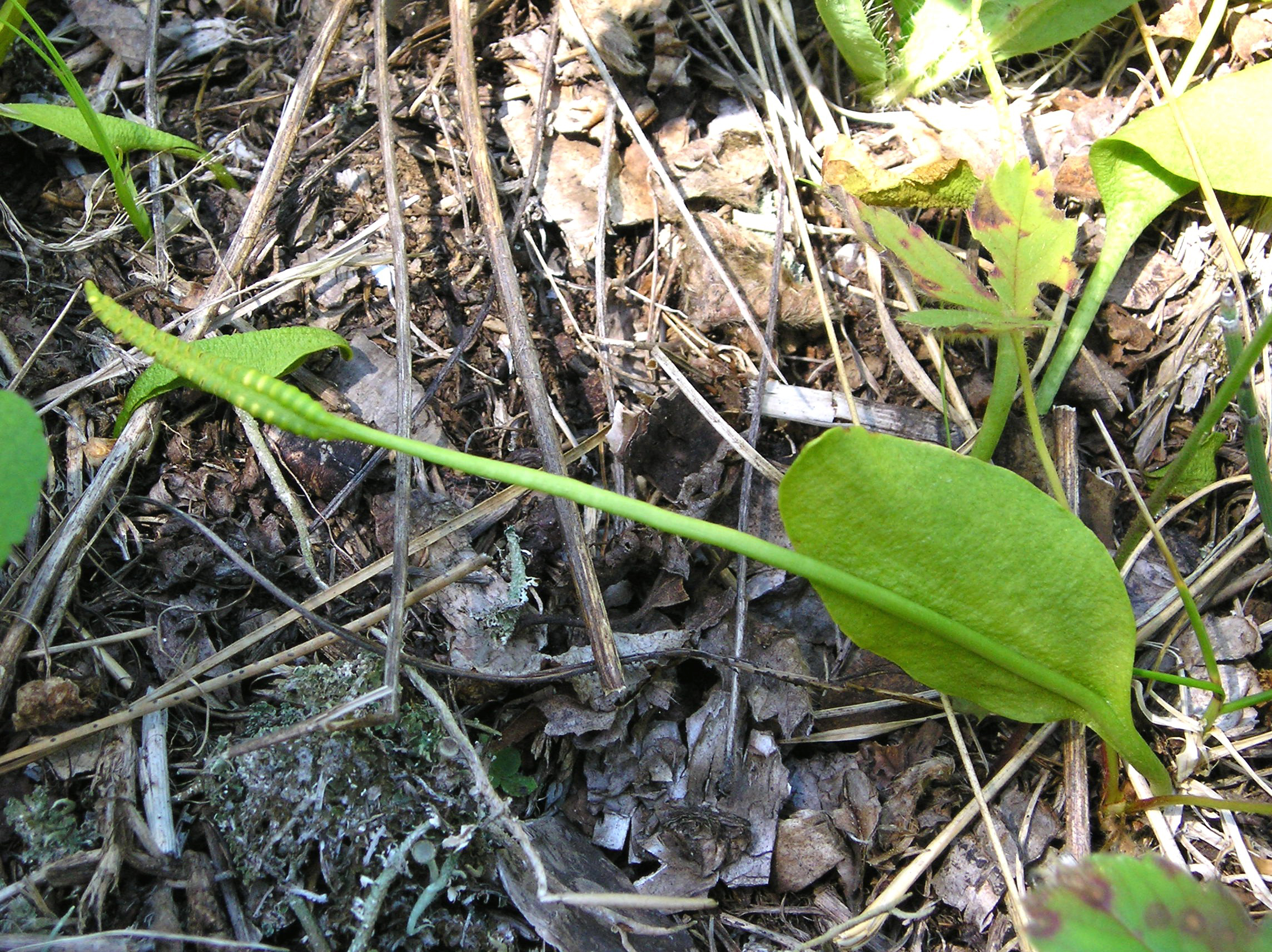